# Catamenia analis
Catamenia analis е вид птица от семейство Тангарови (Thraupidae).

## Разпространение и местообитание
Среща се в субтропичните и тропически гори на Аржентина, Боливия, Чили, Колумбия, Еквадор и Перу.